# Laurel Clark
Laurel Clark   (Ames, 10 de març de 1961 - Texas, 1 de febrer de 2003) va ser una metgessa, marine i astronauta estatunidenca. Va ser especialista de missió del transbordador espacial Columbia i, juntament amb els seus sis companys, va morir en l'accident del transbordador de 2003.
Seleccionada per la NASA l'abril del 1996, Clark va ingressar al Johnson Space Center a Houston, Texas, l'agost de 1996. Després de completar dos anys de formació i avaluació, va ser qualificada per a l'assignació de vol com a especialista en missió. Des de juliol de 1997 fins a agost de 2000, Clark va treballar a la Divisió de Càrregues Útils i Habitabilitat de l'Oficina d'Astronautes. Va volar a bord del STS-107, registrant 15 dies, 22 hores i 21 minuts a l'espai.
A Clark li sobreviuen el seu marit, el seu antic capità de la Marina dels Estats Units i cirurgià de vol de la NASA, el Dr. Jonathan Clark (que va formar part d'un panell oficial de la NASA que va preparar l'informe final de 400 pàgines sobre el desastre del transbordador espacial Columbia) i el seu fill, Iain, que va néixer l'any 1996.
Era membre de l'Aerospace Medical Association.